# Шевякіна (Брянська область)
Шевякіна (рос. Шевякина) — присілок у Брасовському районі Брянської області Росії. Входить до складу муніципального утворення Веребське сільське поселення.
Населення — 10 осіб.
Розташований за 2 км на північний захід від села Турищеве.

## Історія
Згадується з XVII століття в складі Глодневського стану Комарицької волості. До 1778 року належав до Севського повіту, у 1778—1782 рр. в Луганському повіті. У XIX столітті — володіння Кушелєва-Безбородька. Належав до парафії села Турищева.
З 1782 по 1928 рр. — в Дмитрівському повіті Орловської губернії (з 1861 — у складі Турищевської, пізніше Веребської волості; з 1923 в Глодневській волості). З 1929 року — в Брасовському районі.
З 1920-х рр. по 1954 і в 1997—2005 рр. в Турищевській сільраді, в 1954—1997 в Чаянській сільраді.

## Населення
За найновішими даними, населення — 10 осіб (2013).
У минулому чисельність мешканців була такою:
| Роки      | 1858 | 1866 | 1893 | 1920 | 1926 | 1979 | 1989 | 2002 | 2010 |
| --------- | ---- | ---- | ---- | ---- | ---- | ---- | ---- | ---- | ---- |
| Населення | 387  | 504  | 620  | 760  | 840  | 198  | 148  | 127  | 50   |